# Merizocera pygmaea
Merizocera pygmaea är en spindelart som beskrevs av Christa L. Deeleman-Reinhold 1995. Merizocera pygmaea ingår i släktet Merizocera och familjen Ochyroceratidae.
Artens utbredningsområde är Thailand. Inga underarter finns listade i Catalogue of Life.